# Lomelosia alpestris
Lomelosia alpestris är en tvåhjärtbladig växtart som först beskrevs av Grigorij Silych Karelin och Ivan Petrovich Kirilov, och fick sitt nu gällande namn av J. Soják. Lomelosia alpestris ingår i släktet Lomelosia och familjen Dipsacaceae. Inga underarter finns listade i Catalogue of Life.